# Anna-Lisa Augustsson
Anna-Lisa Augustsson, född 29 december 1924 i Sunne, Värmlands län, död den 22 september 2012 i Sundbyberg, Stockholms län, var en svensk friidrottssprinter, som var svensk mästare på distanserna 100 meter och 200 meter 1952 samt på stafett 4x100 meter 1957. Hon var aktiv från 1944 till 1959 och tävlade för klubben IK Göta. 
Under 1951 sprang Anna-Lisa Augustsson 100 meter på tiden 11,9 sekunder. Något för stor medvind medförde dock, att tiden inte registrerades som svenskt rekord. På distansen 200 meter, satte hon 1952 svenskt rekord och utsågs samma år till Stor tjej nummer 163. Vid OS i Helsingfors 1952 nådde hon mellanheatet på 100 meter och deltog även i stafettlaget på 4x100 meter.
Anna-Lisa Augustsson var vittberest. Hon besökte 127 av världens länder och var med och bildade och var ordförande för reseföreningarna Independent Friendship League och Scandinavian geographical Society.